# Xbox (ゲーム機)
Xbox（エックスボックス）は、マイクロソフトが開発および販売を行った家庭用ゲーム機である。「Xbox」と小文字で表記されることが多いが、ロゴ等は「XBOX」とすべて大文字で表記されている。他のXboxハードと区別のため初代Xboxなどの呼ばれ方をされる場合がある。
本機発売当初、Xboxは固定されたゲームプラットフォームのことを指していたが、その後同社から発売されたWindows 8ではエンターテインメントブランド、Windows 10では「Xbox Play Anywhere」といったゲームをコアとしたサービスプラットフォームへと広がった。ブランドについては「Xbox」を参照。
全世界での累計販売台数はニンテンドー ゲームキューブを若干上回っており、北米をはじめ日本以外の地域ではPlayStation 2（以下、PS2）に次ぐシェアを獲得。最終的に日本国内で47万台、全世界では2400万台の売り上げを記録した。

## 歴史
当初、マイクロソフトはセガのドリームキャストに自社が開発したオペレーティングシステムのWindows CEを提供して技術協力していた。しかし、ドリームキャストは全ての作品にDirectXベースのWindows CEを搭載したわけではなく、約80作品以上のみがDirectXベースであった。よってあくまでもWindows CEの機能はおまけの立ち位置にすぎず、ドリームキャスト内部のCPU/GPUに関しても家庭用のWindows向けのものではなかった。ドリームキャストが商業的に失敗すると、マイクロソフト自身がゲーム業界に参入するという噂が流れる。背景にはセガとの路線対立・互換性の維持の困難さや、ソニー・コンピュータエンタテインメント（SCE・当時）や任天堂に提携を求めて断られたことがあるとも言われている。
当時のセガ会長・大川功がXbox開発の話を聞きつけ、マイクロソフトの当時社長ビル・ゲイツに何度も直談判し「セガのタイトル資産を提供するからドリームキャストの互換性をXboxで実現させてくれ」とドリームキャストの道筋を作ろうとした。だが、ドリームキャストはインターネット環境を有するのに対し、Xboxはインターネット環境を考えておらず、この話は結局破談となった。
2000年3月、日本国内のPS2発売のわずか数日後に、マイクロソフトがゲーム機参入を発表。当時ソニーグループはPS2でWintelに挑戦すると宣言しており（PS3でも同様）、マイクロソフトが逆に挑戦するという構図になったことで話題を集めた。一方で本体OSがWindowsから乖離した事が原因でビル・ゲイツが激怒し、プロジェクト中止の危険もあった。しかし、最終的にOSは独自規格のままとなり、Xbox OneでようやくWindowsのOSが採用されるまで約12年間を費やした。
日本発売時の初回出荷台数は25万台と発表された。一方、エンターブレインによれば、日本での発売開始から3日間の推定販売台数は12万3929本で、ソフト装着率（全ソフト販売台数÷本体販売台数）は1.45本である。また、日本はシェアがマイナスになった唯一の国でもある。
2005年、日本国外で初めてゲーム関連事業は単年度黒字を達成した。

## ハードウェア
製品仕様や発売前の技術デモなどは徹底的にPS2を意識していた。噂の段階から開発コードネームとして浸透した「X-BOX」が、そのまま実際の名称にも使われることとなった。マイクロソフト社内での最初期のコードネームは「プロジェクト・ミッドウェー」で、マイクロソフトならではのPCのノウハウを生かしたゲームコンソールとPCの中間（一般名詞midway）の存在を目指すこと、およびミッドウェー海戦になぞらえた日本への反攻開始が意味されていた。

### 仕様
PC/AT互換機用パーソナルコンピュータの部品をほぼそのまま流用した構成となっており、一部のメディアはほとんどPCと呼ぶほどだった。コントローラのポートは形状こそ異なるがPCでも一般的なUSB規格が使われている。しかし、独自OSを使用しているため、Xboxのハードウェアに過度に依存したソフトはXbox 360で後方互換性を持たせることができなかった。製造はフレクストロニクスに委託された。ゲーム機としては初めてネイティブで720p、1080iに対応した。
- CPU：Intel Mobile Celeron（Pentium IIIベース（Coppermine-128k））733MHz
- グラフィック：NVIDIA製 XGPU（X-Chip） 233MHz（GeForce3[19]の改良版，DirectX8のSM1.xに対応）
- ポリゴン描画能力：1億2500万ポリゴン/秒（理論値）
- メモリ：DDR SDRAM 64MB（CPU、GPU共用）
- メモリ帯域幅：6.4GB/秒
- 記憶装置：5倍速DVD、8GBまたは10GB ハードディスクドライブ、8MBメモリーカード
- サウンド：ウォルフソン・マイクロエレクトロニクス社製 ステレオコーデック 256チャンネル
- インターフェース：内蔵HDD 8GB、コントローラポート×4、10/100Mbpsイーサネットポート、拡張ポート (USB1.1相当)、6MBメモリーカード
- メディア：4倍速DVD-ROM、DVD-VIDEO再生機能
- 最大解像度：1920×1080
- 電源：100V,50/60Hz  消費電力：絶対最大定格200W
- 重量：3.86 kg
- 外形寸法：324×265×90mm

オペレーティングシステムとしてWindows 2000のカーネルをごく軽量化したもの(OS番号も別物)を搭載し、APIにはDirectXを採用している。OSそのものはカスタムOSであるが、PCとの互換性はない。Xbox 360ではPowerPC基準のOS、Xbox One以降ではWindowsとなった。

## 本体
- Xbox（コントローラ「Duke」バージョン）
- Xbox Debug Kit

日本での発売当初の希望小売価格は34,800円だったが、2002年5月22日に価格改定され、希望小売価格24,800円となる。2003年5月29日から7月31日まで6,800円のキャッシュバックキャンペーンを実施し、2003年11月20日には本体価格は16,800円に値下げされた。その後、2004年5月に発売された「Xboxプラチナパック2」は、ゲームソフト2本や追加のコントローラ、DVDビデオ再生キットなどを追加した上、19,000円（税別）にまで希望小売価格を下げた。

### 互換機
- Xbox 360とコントローラ
- Xbox Oneとコントローラ
- Xbox Series Xとコントローラ
- Xbox Series Sとコントローラ

のちにマイクロソフトから発売されたXbox 360、Xbox One、Xbox Series X/Sは本機と互換性を持つ。

## 周辺機器

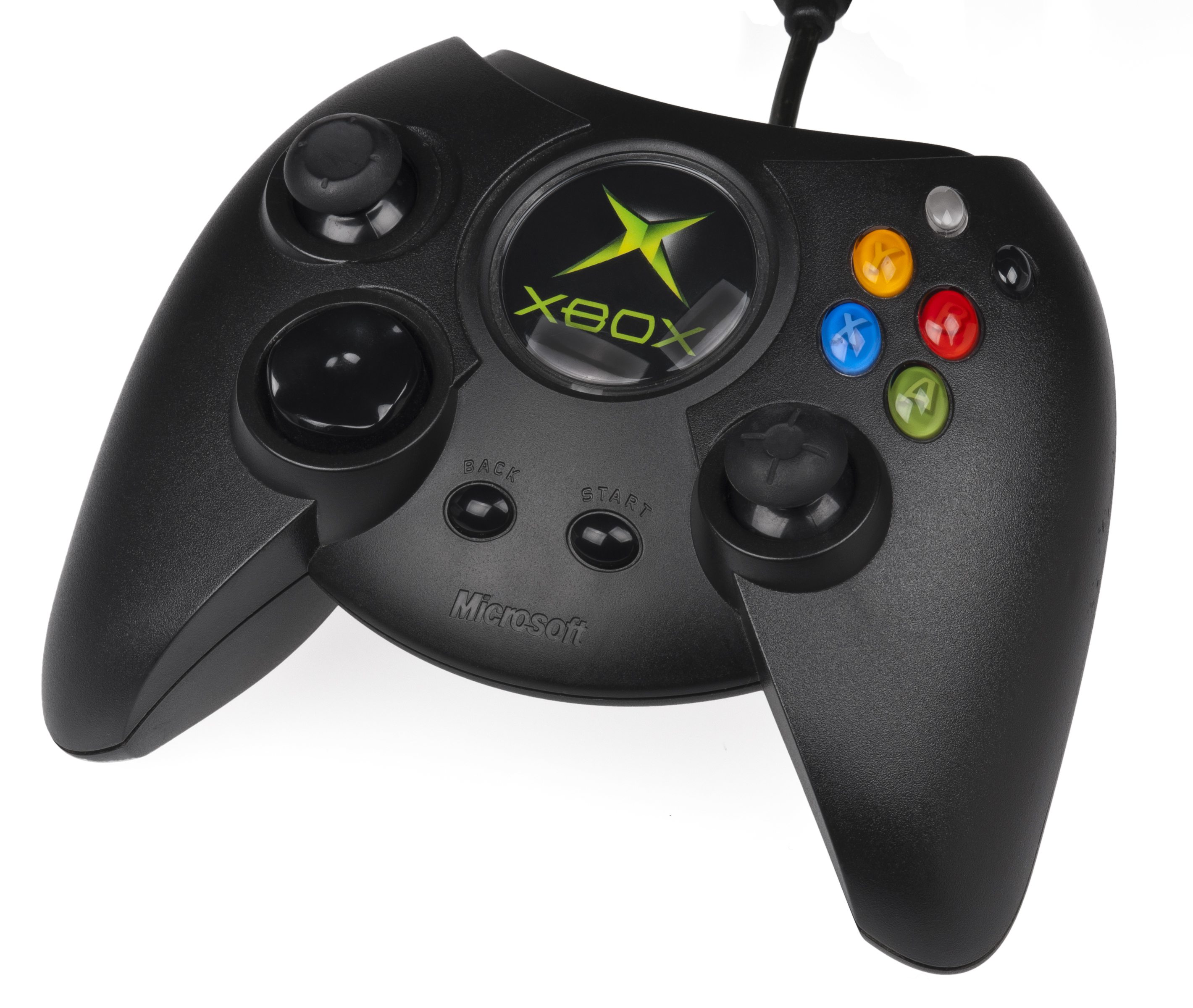
Xbox コントローラ（通称「Duke」）

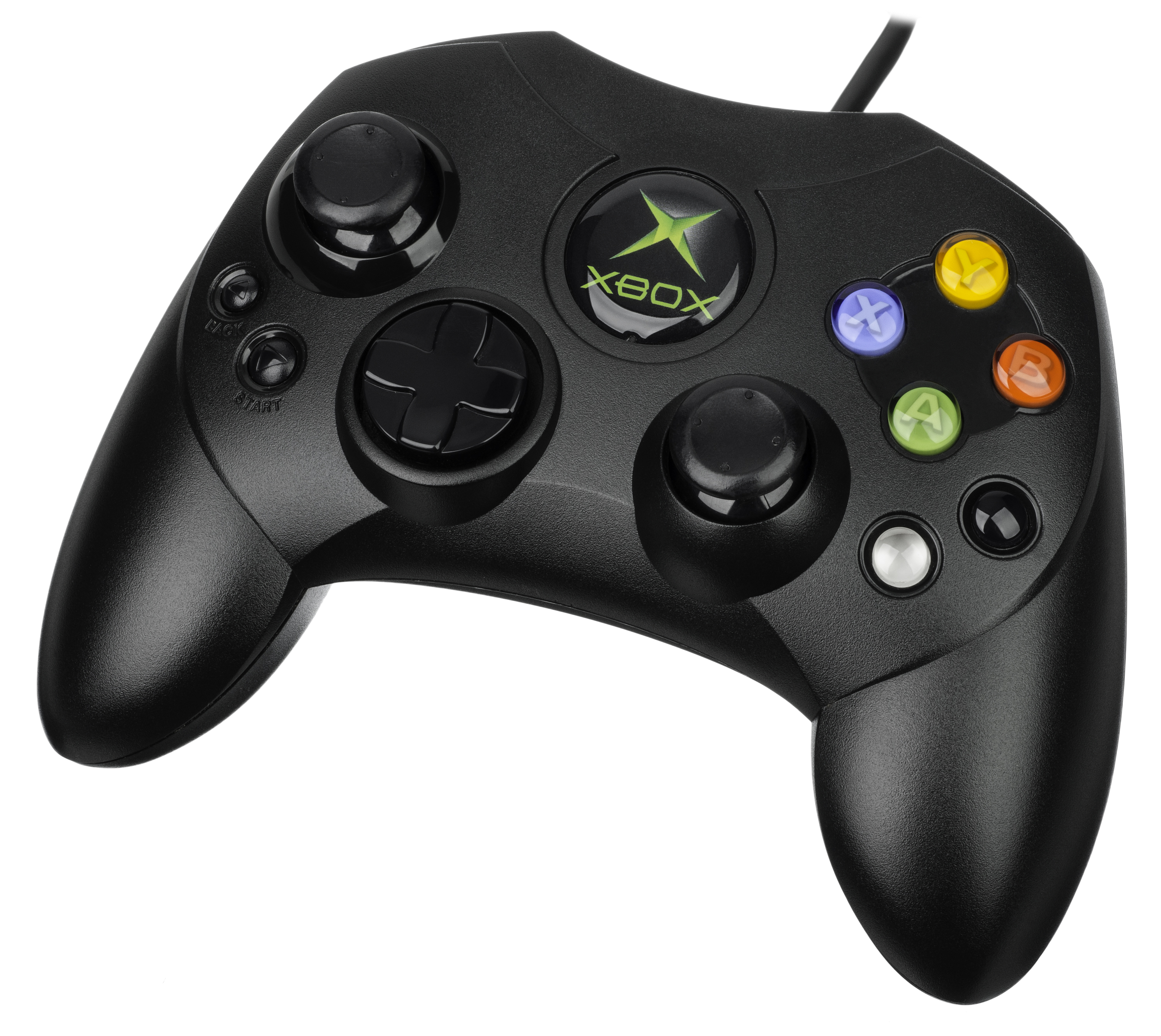
Xbox コントローラ S

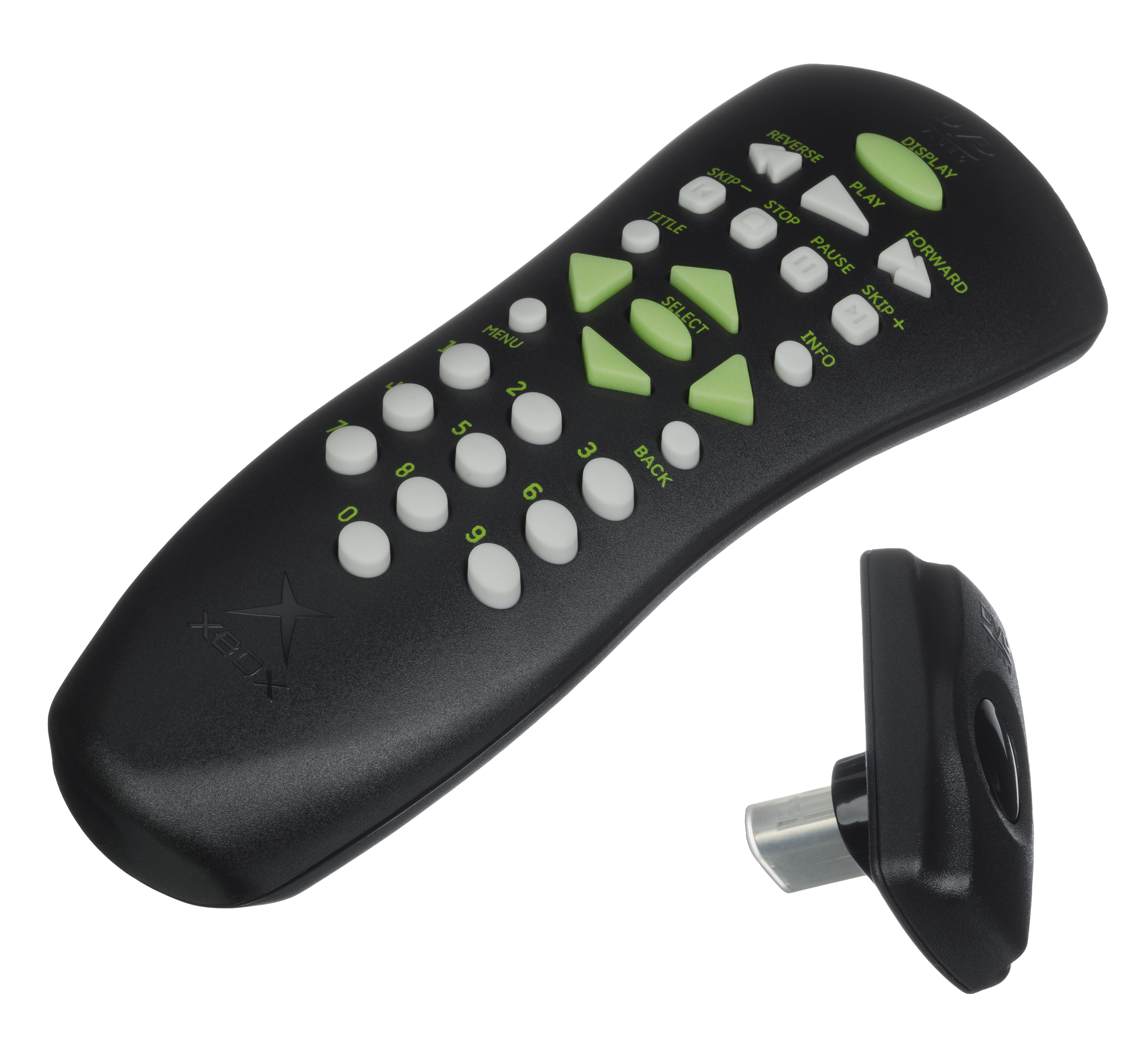
Xbox DVDビデオ再生キット

Xbox コントローラ
ブラックとグレーの2種類がある。ドリームキャストからデザインや機能性を引き継いだため、LBとRBに該当するボタンはABXYの上にある白黒の二つのボタンになり、LRはトリガーとなっている。当初発売版では全世界で大型のコントローラが採用されたが、日本では本体同様に大きめのコントローラに関係者が懸念を抱き、より小型で軽量な「コントローラS」が採用された。大型のコントローラは本国アメリカでも、のち2006年にIGNが掲載した記事「最悪なゲームコントローラー TOP10」で2位となるなど評判は芳しくなく、本体発売半年後、この日本仕様の「コントローラS」への変更が行われた。LB,RBに該当するボタンはABXYの下にある黒・白色の二つのボタンである。
差込端子部分が独自規格になっている。規格自体はUSBのため、配線の一部を半田づけするか変換用のコンバーターを使用すればPCでの使用も可能である。
大型コントローラはDukeと呼ばれているが、後に復刻された。
操作デバイスは正面に方向パッド（左下右側に配備）、2本のアナログスティック（左上左側と右下左側に配備。両方とも押し込み可能）、STARTボタン/BACKボタン（DUKEでは中央下側に、小型版では左下左側に配備。BACKボタンは他社製品でいうSELECTボタンに該当するもの）、A/B/X/Yボタン（右上右側に配備）、白/黒ボタン（DUKEでは右上右側に、小型版では右下左側に配備）を配備し、上面奥側には深押しが可能な左右（L/R）トリガーボタンを備える。
内部には振動モーターを左右1つずつ（合計2つ）内蔵している。
Xbox メモリーユニット
補助記憶装置。容量は8MB。ブロックという独特の単位を用いている。16KBを1ブロックとして、502ブロック使用出来る。各コントローラーに2つのスロットが有り、挿入して使用する。合わせて1004ブロック（16MB）使用可能。
Xbox DVDビデオ再生キット
リモコンと赤外線受信アダプターのセット。アダプターをXbox前面のコントローラー用の端子に接続して使用する。受光部にリージョンコードが埋め込まれており、日本で製造されていない本体に日本版の受光部を差し込むとエラーが発生し、反対も同様。また、本体に初めて受光部を差し込み、使用した際にDVD用のリージョンコードが本体に記録され、そのリージョンデータをリセットすることは公式による修理以外では不可能。
Xbox システムリンクケーブル
2台の本体を接続して、通信対戦を行うためのケーブル。
Xbox RFアダプタ
ビデオ入力端子の無いテレビに本体をRF接続するためのケーブル。
Xbox 標準AVケーブル
コンポジット映像と音声を出力するケーブル。AVケーブルはドリームキャストのものと似ている端子を使用しているが、Xbox 360用、ドリームキャスト用のものと互換性はない。
Xbox 拡張AVパック
本体に接続して、S映像・光デジタル音声出力する変換ボックス。
Xbox コンポーネントAVパック
本体に接続して、コンポーネント映像・光デジタル音声出力する変換ボックス。
電源コード
二軸の電源ケーブル。Xbox One S以降も二軸ケーブルが採用された。

## ソフトウェア
全世界で最も売れたソフトは『Halo 2』で（800万本以上）、日本国内で最も売れたソフトは『デッド オア アライブ3』(24万本)である。

### Xbox Live
2002年11月に米国、2003年1月に日本、同3月に欧州各国で、それぞれ開始されたオンラインサービス。標準本体のみでオンラインサービスに接続できるのが最大のセールスポイントであった。さらに、Xbox Live対応ゲーム全てで共通のコミュニケーション手段としてプレイヤー同士の音声での会話、ボイスチャットを採用した。スターターキットにセガの人気タイトル『ファンタシースターオンライン』（Phantasy Star Online）を標準添付するなど、戦略的な施策も盛り込まれた。しかし、日本でのオンラインゲーム普及のペースが予想より遅かったことや、2002年9月に発表され、Xbox Liveのキラーソフトとして期待されていた『トゥルーファンタジー ライブオンライン』が開発中止になるなど、魅力的なソフトが存在しないことから、ライバル機に対し優位性を打ち出せなかった。また、他機種がウェブマネーや口座振替などの未成年者でも比較的利用しやすい決済方法を取り入れているのに対し、クレジット決済しか提供されていなかったこと、会員登録にXbox Live対応作品の物理媒体内に入っている登録コードが必要だったことがハードルの高さにも繋がった。
初代XboxでのXbox Liveは、Xbox 360と同じサブスクリプション上のサービスであったが、元から対応作品が少ない状態を維持していたため2010年4月15日にサービス終了となった。HALO 2のオンライン対戦に関しては、後に発売されたHALO Master Chief Collectionで復活した。

## 広告
かつて、日本のゲーム機市場に他国メーカーが本格参入した例は少なく、Xboxの上陸は「黒船」に例えられて話題を集めた。2002年2月22日の日本市場発売に合わせてビル・ゲイツが来日し、『笑っていいとも!』に生出演したり、X JAPANのYOSHIKIを起用するなどの宣伝活動をした。

## 後方互換性

### Xbox 360
エミュレーターを経由し、全世界で発売された990本のゲームのうち、462本を遊ぶことが可能。互換対応作品はXbox 360上でエミュレーターを起動して理論的に移植できる作品が、HDD側のパッチデータを適用させることでプレイが可能となっている。エミュレーターはXbox 360本体の公式製の内蔵HDDにしか記録されていないため、非正規のHDDを使用するか、HDDが付属していないアーケード・4GBモデルではプレイすること自体が不可能となる。

### Xbox OneおよびXbox Series X/S
ごく一部のゲームをオンライン上からダウンロードするか、ディスク挿入で専用のゲームデータをプレイ可能。990本(ディスク)のゲームのうち、63本を遊ぶことができ、2017年6月11日のE3 2017で初めてこの機能が発表された。ライセンス上の問題により遊べる作品はかなり少なめとなっているが、一部作品はMicrosoft Storeからダウンロード版を購入可能である。もともとのXboxのOSの仕様上、エミュレーターをBIOS単位で実行せずにOne上で動作するため、解像度がXbox 360の作品より上昇する場合もある。一部作品は16:9に対応しているため、対応作品は自動的にネイティブ画質が向上したり、画面サイズが変更されたりする。クラウドセーブはXbox One側の処理で自動的に行われ、システムリンクも引き続き可能である。Xbox Oneにリージョンロックは存在しないため、Xbox 360/Xboxのディスクについてもリージョンロックが撤回される。

## 不祥事
- 発売直後に「プレイ中にDVDやCDのメディアに傷が付く」という問題が指摘される。MSは、当初「メディアに傷が付いても再生には支障が出ないので問題はない」と説明していたが[33]、最終的には無償での本体修理とメディア交換に応じた[34]。
- 2005年2月17日、マイクロソフトは2003年10月23日以前に製造された1410万台の製品について、電源コードが異常発熱して火傷を負う人が発生していると発表し、電源コードの無料交換に応じた[35][36]。
- 2002年2月に、アメリカでイマージョン社によりコントローラ振動機能の特許侵害訴訟をアメリカ連邦地裁に起こされるものの、2003年7月29日にマイクロソフト側がイマージョン社に2,600万ドルを支払うことで和解した[37]。
- 2002年にイギリスで放送された本製品のCM[注 5]に「ショッキング」等の苦情が136件寄せられ、放送が中止された[38]。